# Burnham (Buckinghamshire)
Burnham è una cittadina di 11 512 abitanti della contea del Buckinghamshire, in Inghilterra.